# 東京都議会やじ問題
東京都議会やじ問題（とうきょうとぎかいやじもんだい）またはセクハラやじ問題（セクハラやじもんだい）は、2014年（平成26年）6月18日の東京都議会本会議における騒動である。

## 概要
みんなの党会派議員の塩村文夏が、妊娠や出産に悩む女性への支援策について東京都側に質問していた際に、「自分が早く結婚したらいいじゃないか」、「産めないのか」といったセクシャルハラスメント的なやじを受けた事に、端を発した騒動である。東京都への1000件を超える抗議を始めとした、日本国内における批判のみならず、欧米でも批判的に報道された。
前者の発言者は、自民党会派の鈴木章浩であったが、当初鈴木は発言を否定、自民党も発言者の特定に動かなかった。しかし世論の高まりと党内の批判を受け、23日の議員総会後の記者会見で自民党側が発言者の名前を明かし、鈴木も発言を認め、謝罪。この際鈴木は会派離脱を申し出、これが受理されたが議員辞職については否定し、「都議会再生」という都議会新会派立ち上げを届け出た。しかし鈴木は「子供を産めないのか」といったほかの野次の発言については否定。2014年8月19日、みんなの党は、専門の鑑定機関から、雑音が多いなどの理由で「発言者の特定は困難」と指摘を受け、鈴木章浩以外の発言者を特定する声紋鑑定を断念したと明らかにした。鈴木はのちに一人会派を解消し、自民党に復党した。

## 問題の経緯

### 発端
2014年6月18日の東京都議会本会議において、みんなの党TOKYOの塩村文夏が女性の妊娠・出産についての東京都の支援体制について質問を行っていた最中、男性の声で「自分が早く結婚したらいいじゃないか」、「産めないのか」といったやじが飛び、議場ではこれに同調する声や笑いが起きた。
当日の議場は、塩村の質問は、16人の質問者のうち15人目で、持ち時間は11分、また本人にとって初めて臨む都議会の一般質問であり朗読で余裕がなく、また7時間経過した議会終盤で緊張感が途切れた中での野次であった。
塩村はやじの際、声が上がった方向を一瞥し、苦笑した後に質問を再開したが、次第に感情をたかぶらせ、質問を終え着席した後にはハンカチで涙を拭う様子を見せた。その後自身のTwitterで、質問中に「お前が結婚しろ！」「産めないのか？」など、ヤジが飛んだとツイート（後に行われた日本音響研究所の音声分析で発表したリストには同発言は含まれていない）。翌19日までに2万回を越えるリツイート（転載）がされ、東京都に1000件を超える抗議が届いた。
報道陣に対し塩村は「女性の気持ちを代弁していただけに腹が立つし、悲しい」と述べている。またみんなの党TOKYO幹事長の両角穣は「6年後に五輪が開かれる都市の議会でこういう発言が出るのは恥ずかしい」と述べた。
この問題は、世界でも大きく取り上げられ、22日までにウォール・ストリート・ジャーナル、ロイター通信、CNN、USA Today、タイム、ガーディアン、BBC等では、発言者を『性差別主義者』として報道した。
一方19日には各会派の女性議員25人全員が「議会の品位をおとしめる野次は無いよう注意して欲しい」との申し入れを議長の吉野利明に行い、20日には塩村当人が発言者の特定と処分を求める要求書を議長の吉村に提出したが、議会は「被処分者の氏名が把握されていない」としてこれを受理しなかった。これを受けてみんなの党TOKYOは、声紋分析によって発言者を特定するという意向を示した。
なお、野次の際、東京都知事の舛添要一が笑みを浮かべたとの報道を受け、舛添は20日の定例記者会見において「みんなが笑ったので私もつられて笑みを浮かべた。答弁に集中していて何があったか分からなかった」と説明。合わせて 「女性の尊厳を傷つけるようなやじは断じてやるべきじゃない」と発言者を非難した。
当日の東京都議会本会を傍聴、取材していたメディアについては、新聞社は朝日新聞と東京新聞の2紙、映像を記録していたテレビ局は、NHKと都議会の委託を受けるTOKYO MXの2局のみであった。問題が表面化した19日になって、映像が必要になったそれ以外のテレビ局など6社は、議会に映像素材提供の申請を行い入手した。

### 自民党の反応
野次は「自民党議員席から聞こえた」という証言が複数の会派からあり、みんなの党TOKYOの幹部が自民党東京議連に抗議を行った。しかし自民幹部は「確認できていない」と取り合わず、自民党東京議連も当初発言者の特定に動かなかった。自民・議会運営委員長の吉原修も「（やじは）聞いていない」「（各）会派の中で品位のない発言をしないよう確認すればいいのでは」と述べるに留まった。
しかし後に、国務大臣や永田町の党本部からも、下記のような批判の声が相次いだ。
- 田村憲久（厚生労働大臣）「議員（本人）も、報道を見た人も心が傷つく言葉。断じて許されない[22]」
- 太田昭宏（国土交通大臣）「極めてひどい発言。ワークライフバランスや女性の尊重という点で、配慮を当然するべきだ。ヤジは何でもしていいものではない。品格や人間としての道を踏まえなくてはいけない[22]」
- 野田聖子（総務会長）「とても不愉快だ。成長戦略の一丁目一番地は女性の活躍だ。仮に自民党議員のヤジであれば、安倍晋三首相の成長戦略を否定しかねない発言だ[23]」

自由民主党幹事長の石破茂は、讀賣テレビ放送『ウェークアップ!ぷらす』出演の中で「誰であれ『自分でした』と言ってお詫びすべきだ。仮に我が党であったとすれば、党としてお詫びをしなければいけない。大変申し訳ない」と、発言者が自ら名乗り出る事を促した。

### 発言者の特定
23日、自民党東京都議連は議員総会を開き、その後の記者会見で野次を飛ばした人物が政調会長代行の鈴木章浩であることを幹事長の吉村修が明らかにした。
この記者会見によると鈴木は「早く結婚した方がいいんじゃないか」と発言した事を認めた上で会派離脱を申し出て
、これが受理された。
しかし自らの議員辞職については否定し、「しっかりと反省し、原点に初心に立ち返って頑張りたい。お許しいただけるのであれば、都議会議員として頑張らさせていただきたい」と発言。同日、鈴木は「都議会再生」という新会派立ち上げを届け出た。
なお、鈴木はこれ以前からやじへの関与が取り沙汰されていたが、自身の関与を否定し、取材に対しては「私ではない」「寝耳に水でびっくりしている」などと述べていた。

### 謝罪
23日午後2時30分、鈴木は塩村のもとへ赴き、報道陣の前で「私の発言で先生、皆さんにご迷惑をおかけし、重ね重ねおわび申し上げます。本当にすいませんでした」と直接謝罪。さらに午後3時から記者会見を開き、冒頭で「皆様に心痛を与えたことを心からおわびします」と謝罪。
その後の質疑応答では、やじへの関与を当初否定していたことについて「さまざまな話が一緒になって報道されていて、話す機会を逸した」、やじの真意については「少子化、晩婚化の中で、早く結婚をしていただきたいという思いがあった」「誹謗するためではなかった」と述べた。また、当初取材に対し「辞任に値する発言だ」と述べていたことを指摘されると、「そのような発言をしたかどうか記憶がない」と回答。
謝罪を受けた塩村は「一つ区切りがついた。なかったことになるのが怖かったので、認めてもらってよかった」と安堵の表情を見せたが、「これで幕引きもあり得るが」と問われると、「そういう方向とは思っていないので、そうなったら残念。全体を変えることが必要だから」と述べた。
また他にも、下記の様に謝罪・発言がなされている。
- 発言者特定を受けた自民党本部は、自由民主党幹事長の石破茂、自由民主党政務調査会長の高市早苗といった役員が、いずれも謝罪した[33][34]。
- 24日には自由民主党総裁・内閣総理大臣の安倍晋三が、通常国会閉会の挨拶回りに合わせ、国会議事堂でみんなの党代表の浅尾慶一郎に「都議会の件は申し訳ない」と問題を陳謝。浅尾は「少子化対策の政策を出しているので、進めてほしい」と応じた[35]。
- 文部科学大臣の下村博文は「今回の（発言）は誹謗中傷でありヤジとは言わない。深刻に反省すべきことだ」と鈴木を批判した[36]。
- 特定以前から、やじに批判的な態度を示していた厚生労働大臣田村憲久は「（産めないのか、というやじは）鈴木都議の発言より悪質。東京都議会は二度と起きない様に、しっかり自浄作用を発揮してもらいたい」と語った[36]。

### 鈴木以外の野次
鈴木は「子供を産めないのか」といったほかのやじについては否定し、「（他の議員がヤジを）発したことが事実なら、承知しているはずで、名乗り出て謝罪すべきだ」と述べた。
みんな、自民以外の都議会各会派からも自ら名乗り出るよう求める声が挙がった。
日本音響研究所の音声分析によれば、「自分が産んでから」などの野次や、セクハラを注意する声を確認している（同研究所の発表したリストには「産めないのか」は含まれていない）。「産めないのか」というやじについては、CNNは"Can't you even bear a child?（子供も産めないのか）"というやじの後に塩村の目に涙が浮かんだと報じた。

## 反響
- オンライン署名サイト「Change.org」で、発言者の特定と処分を求める署名募集活動[1]が起こった。Change.orgには6月19日の募集開始から同23日の締め切りまでに9万筆以上の賛同署名が寄せられた[38][39]。
- 村上隆は、お馴染みの花をモチーフとしたイラストに、色の付いた点であるドットをいくつも並べ重ねるという手法で塩村らしき女性のポートレートを制作した[40]。
- 「塩村あやか@not」を名乗るTwitterアカウントが出現し、塩村は「私のアカウントは@shiomuraです。@shiomura_ayakaは私のアカウントでなく、わたしに成りすましてツイートが続けられています。悪意を感じます。」とツイートした[41]。また、「TOKYO自民党」の電子掲示板では、1600件以上のスレッドが立ち炎上状態となった[42]。
- 塩村は過去の不適切ツイートについて謝罪を行った[43]。またみんなの党には、塩村の過去の番組出演時の発言などに対しての抗議が寄せられた[44][45]。
- 東国原英夫やデヴィ夫人などは「起こるべくして起きた」「日本は世界中から笑いものになり、本当に恥ずかしい」と痛烈に批判[46][47]したが、一方で内海桂子や山里亮太のように「（その場で）『今のヤジは誰が言った』と女都議が切り返せば話は早かった」「外国人記者クラブっていうね。まぁ、世界中に向けて『日本ダメですよ』っていうアピールになるのを、日本好きだよね。」といったその後の喧騒を疑問視する声も上がった[48][49]。
- 駐日米大使キャロライン・ケネディは、ヤジを受けた塩村に激励の手紙を送っている[50]。
- 共同通信社の取材によると、4月17日の衆議院総務委員会で、衆議院議員の上西小百合が人口減少への対策などを質問している際に「早く結婚して子どもを産まないと駄目だぞ」とのやじが自民党会派の席周辺から飛んで、上西は「頑張ります」と応じ、その際に委員長の高木陽介がやじを制止していたことが明らかとなり、「国会でも発覚し、飛び火した形」とした[51]。このやじは自民党衆院議員の大西英男の発言と判明し、電話で上西に謝罪。大西は当初「あまり記憶にないですね」「私の方も確かめてみましょう」と述べていたが、報道の翌日になって「3か月前なのでよく覚えていないが、『子作り頑張れよ』といった趣旨のやじをしたかもしれない」とやじを認めた[52][53]。
- アメリカ議会図書館調査局は、日本の女性の社会進出の推進についての報告書の中で本問題にも言及。"Can’t you have babies?（子供を産めないのか?）" などの発言があったと紹介した。また、報告書ではオフィスなどでの習慣や女性の役割に関する伝統的な見方が、政策推進を困難にしているとした[54]。
- 月刊誌『正論』2014年9月号の座談会「『早く結婚しろよ』批判報道が封殺したもの──ヒステリックなセクハラ決めつけは少子化日本の重要な問題を見失わないか」において八木秀次は「（セクハラヤジを）封殺するのは、一種の『ポリティカル・コレクト』です。自分たちから見た政治的な正しさから言葉狩り、言論封殺で政治運動を行うわけです」「『セクハラ』という言葉が発明されたことで、女性が腫れ物になったという一面もあります」「それはフェミニズムの影響です。結婚するしない、産む産まないは個人の自由だとか、自己決定だとか、フェミニストたちが言い始めたためです。（略）そんなことをしていれば、人類は滅びます」と語った。また、細川珠生は「私は三十歳で結婚し、三十六歳で長男を産んだのですが、その間、『早く子どもを』とよくいわれました。（略）少なくとも世間一般はそう思うのですから。まして塩村さんは公人である以上、そこは受け止めるべきではないでしょうか」 「正直言って、私は、塩村さんは三十五歳というご年齢ですから、まず、結婚して子どもを産むことを、議員活動よりも優先した方がよいと思います」「フェミニズムがここまで広がったのは、内閣府の男女共同参画局の影響力も大きいのではないかと、私は思います。廃止すべきです」とした[55]。
- 2014年9月16日、都議会男女参画議連会長である野島善司（自民党）は、「一般社会のヤジはあると思うんですよ。今回で言えば言われているのは『結婚したらどうだ』という話でしょ。僕だって言いますよ、平場では」との発言を行った[56][57]。翌17日、野島は発言は不適切だったと謝罪したが、辞任は否定した[57]。